# Warriors of Might and Magic
Warriors of Might and Magic là trò chơi điện tử thuộc thể loại nhập vai lấy bối cảnh trong thế giới giả tưởng Might and Magic do hãng The 3DO Company đồng phát triển và phát hành năm 2000 trên Game Boy Color và năm 2001 trên PlayStation và PlayStation 2.

## Tổng quan
Game được phát hành trên ba hệ máy console khác nhau mà từ đó tạo ra ba phiên bản hoàn toàn khác nhau. Mặc dù tất cả đều bám theo cùng một cốt truyện nhưng có thay đổi chút ít, ví dụ như cả ba bản đều có những màn chơi và quái vật riêng biệt. Vì vậy mà có những điểm khác biệt khác như trên bản PlayStation 2 thì vật phẩm có thể được mua và bán tại chỗ các thương gia, tuy nhiên trên phiên bản PlayStation lựa chọn chỉ có ba vũ khí đã có sẵn (một thanh gươm, một cái rìu và một cái gậy) sẽ được nâng cấp mỗi khi người chơi tìm thấy vũ khí đặc biệt (ví dụ người chơi có một thanh kiếm mà nếu tìm được một thanh kiếm khác thì kiếm của người chơi sẽ nâng lên cấp 2). Trên phiên bản Game Boy Color dưới dạng 2D thì hệ thống chiến đấu bị hạn chế và không thay đổi. Cũng vì vậy mà có nhiều sự khác biệt giữa ba bản trên.

## Hệ máy game

### PlayStation
Giống như phiên bản PlayStation 2, trong phiên bản này thì Alleron bị cáo buộc là một Necromancer và ném vào một cái hầm ngục (trong trường hợp này khu hầm ngục giống như một mạng lưới các hang động ngầm, không giống như phiên bản PlayStation 2 là một đấu trường và hệ thống cống rãnh). Nhân vật chính bắt đầu trò chơi với một thanh kiếm và tấm khiên chiến đấu chống lại bầy sinh vật côn trùng lớn, từ đó anh tiến vào khu ngục tối và đền thờ tràn ngập lũ ma xương, hiệp sĩ và nhãn quỷ. Vào khúc cuối game thì Alleron còn phải chiến đấu chống lại một con kreegan giống như quỷ.

### PlayStation 2
Phiên bản trên tập PlayStation 2 xoay quanh vào việc bắt giữ một người lính tên là Alleron bị đám gian thần đứng đầu bởi một tên pháp sư hắc ám cáo buộc là một Necromancer. Từ đây anh bị ném vào một cái hầm ngục kết tội (Pit of the Accused) chẳng có gì khác ngoài cái dùi cui bằng xương và cái khiên bò sát. Nếu còn sống sót thì anh được coi là vô tội. Cuộc phiêu lưu trong game bắt đầu khi Alleron thoát ra khỏi khu hầm ngục rồi đến vùng mỏ của Orc. Kế đến anh chu du tới ngôi làng của Draklor thì xảy một trận quyết chiến với một con rồng tên là Talonthraxus và cuộc chiến cuối cùng với Daglathor. Alleron về sau sẽ sở hữu những loại vũ khí như claymore và rìu chiến, các bộ áo giáp như áo Jerkald và bộ giáp vảy cá cùng khiên chắn, chẳng hạn như khiên lửa và khiên kim loại, các vật phẩm khác thì được sử dụng để hồi máu và tăng các chỉ số nhân vật và cuối cùng còn nhiều hơn nữa.

### Game Boy Color
Trong phiên bản này thì Alleron bắt đầu game trong một nhà tù chiến đấu với lũ ma xương. Sau đó anh liều lĩnh đi đến vùng đất hoang băng giá và hang động dưới lòng đất. Trong phiên bản này có những tên trùm lớn sẽ chiến đấu vào cuối hầu hết các màn, tức là một lãnh chúa xương khô, một người khổng lồ băng giá và một người khổng lồ bão tố v.v…

## Phần tiếp theo
Có một phần tiếp theo của Warriors of Might and Magic (phiên bản PlayStation 2) được gọi là Shifters. Ở bản này thì Alleron giành lại mặt nạ của mình và có khả năng biến hình thành các quái thú.